# Oliwkowce
Oliwkowce (Oleales Lindl.) – rząd roślin należący do podklasy jasnotowych (Lamiidae Takht. ex Reveal), klasy Rosopsida Batsch.

## Systematyka
Pozycja w systemie Reveala
Gromada okrytonasienne, podgromada Magnoliophytina, klasa Rosopsida, podklasa jasnotowe, nadrząd Oleanae Takht.
Podział rzędu według Reveala
- Rodzina: Oleaceae Hoffmanns. & Link 1813–1820 – oliwkowate

Niektórzy systematycy dzielą tę rodzinę na kilka, które tu są potraktowane jako synonimy oliwkowatych:
- Rodzina: Bolivariaceae Griseb. – boliwarowate
- Rodzina: Forestieraceae Endl. – foresteriowate
- Rodzina: Fraxinaceae Vest – jesionowate
- Rodzina: Jasminaceae Adans. – jaśminowate
- Rodzina: Lilacaceae Vent.
- Rodzina: Syringaceae Horan. – lilakowate